# Mai 1999

## Événements
- 1er mai : 
  - entrée en vigueur du Traité d'Amsterdam.
  - La série télévisée d'animation pour enfants Bob l'éponge fait ses débuts sur le réseau câblé Nickelodeon aux États-Unis.
- 2 mai (Formule 1) : Grand Prix automobile de Saint-Marin.
- 3 mai : 
  - aux États-Unis, la ville d'Oklahoma est balayée par une tornade de niveau F5 entraînant la mort de 38 personnes.
  - début du conflit de Kargil.
- 5 mai : lancement de Windows 98 par Microsoft.
- 6 mai : 
  - Élections législatives en Écosse ;
  - Élections législatives au Pays de Galles.
- 7 mai : 
  - en Guinée-Bissau, le président João Bernardo Vieira est renversé par un coup d'État militaire.
  - en Yougoslavie, un bombardier B2 de l'OTAN largue cinq bombes à guidage de précision sur l'ambassade de Chine dans le pays (zh), tuant 3 journalistes chinois (Shao Yunhuan, Xu Xinghu et Zhu Ying (zh)) et blessant 20 autres individus. La nature (accidentelle ou intentionnelle) de ce bombardement fait l'objet de débats.
- 13 mai : Élection présidentielle en Italie.
- 16 mai : Grand Prix automobile de Monaco.
- 17 mai : Élections générales israéliennes.
- 17 mai : Lancement de Seti@Home.
- 30 mai (Formule 1) : Grand Prix automobile d'Espagne.
- 31 mai : Élection présidentielle (en) au Nigeria.

## Naissances
- 16 mai : Matyáš Jachnicki, joueur tchèque de volley-ball.
- 22 mai : Hōshōryū Tomokatsu, lutteur professionnel mongol.
- 27 mai : Lily-Rose Depp, mannequin et actrice franco-américaine.
- 28 mai : Cameron Boyce, acteur américain († 6 juillet 2019).
- 31 mai : 
  - Eoghan Barrett, joueur de rugby irlandais.
  - Jarrad Drizners, coureur cycliste australien.
  - Zenia Marshall, chanteuse et actrice canadienne.
  - Leonard Pospichal, guitariste autrichien.
  - Michal Sadílek, footballeur tchèque.
  - Sam Vines, footballeur américain.

## Décès
- 5 mai : Américo Paredes, écrivain américain (° 3 septembre 1915).